# Calotte (paramentique)
Pour les articles homonymes, voir Calotte.

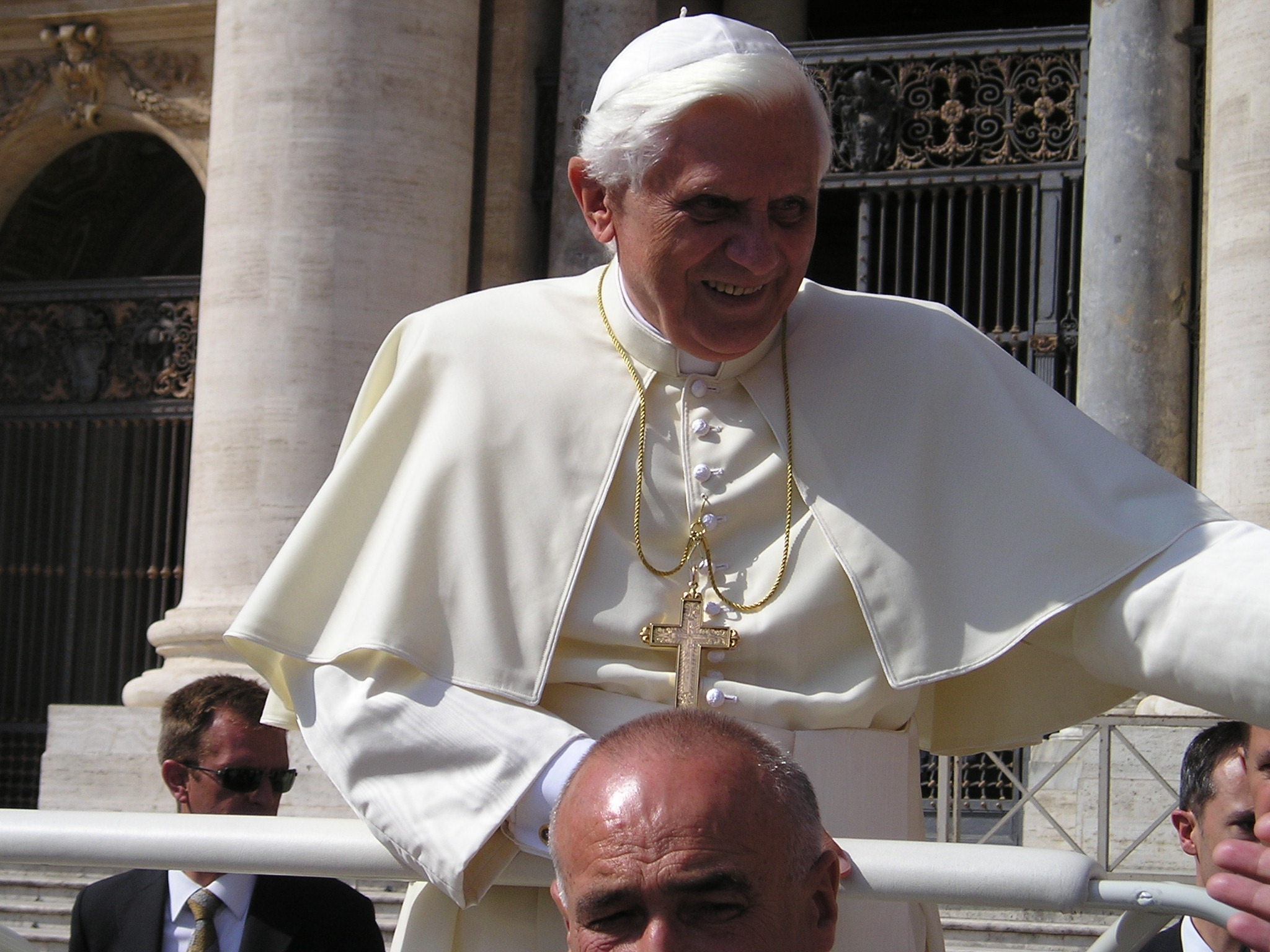
Le pape Benoît XVI portant la calotte blanche.

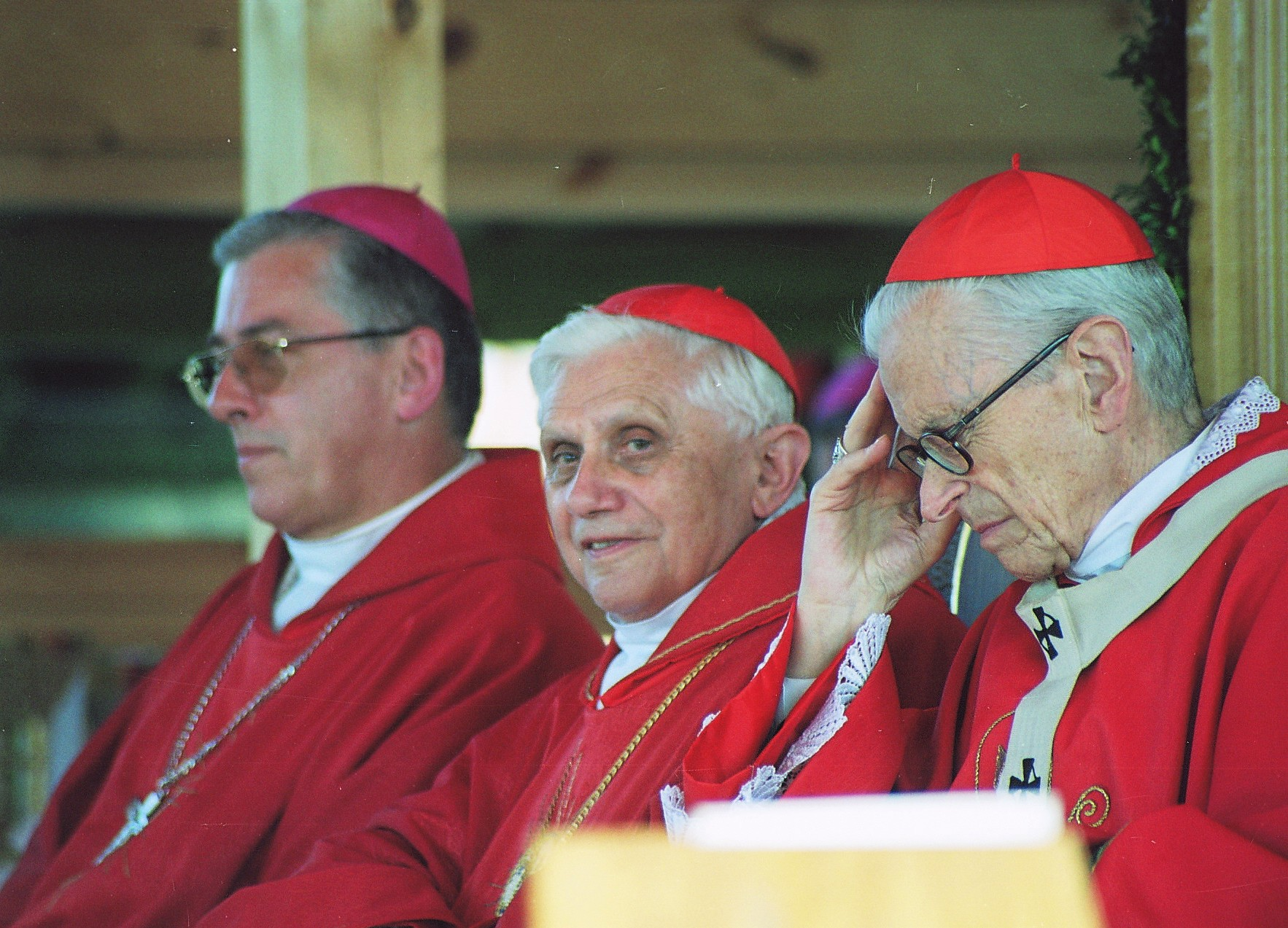
Les cardinaux Ratzinger et Macharski portant la calotte rouge et l'évêque Skworc portant la calotte violette.

La calotte est une coiffe ronde, portée par les ecclésiastiques dans la liturgie catholique. Elle est également en usage chez les Anglicans.
Chez les catholiques, on la nomme parfois de son italien zucchetto (/dzukˈketto/).

## Étymologie
Calotte viendrait de calota ancien provençal, XIIIe siècle. Son origine est obscure :
1. de l'ancien français cale, « coiffure »
2. du bas latin calautica, « sorte de coiffure pour les femmes », IVe siècle
3. emprunté à l'arabe kallàuta, « coiffure », XIIIe siècle
4. à rattacher à l'ancien français écale*, « valve de coquillage », XIIe siècle, de l'ancien bas francisque *skala, même mot que le germain *sklja, « écaille », cf. l'ancien haut allemand scala, « coquillage, coupe », allemand Schale, « coquille », anglais shell, « coquille ».

## Origine et utilisation
Apparue au Moyen Âge, la calotte était autrefois appelée subbiretum ou submitrale car elle se porte sous la mitre : c'est une petite coiffe ronde recouvrant la tonsure des clercs,. 
Elle est de la même couleur que le costume ecclésiastique, c'est-à-dire noire pour le prêtre et l'abbé régulier, violette pour l'évêque, rouge pour le cardinal, blanche pour le pape.
Elle est, depuis longtemps, très rarement portée par les prêtres de rite romain, celui-ci ne permettant son usage pour la célébration de la messe que dans des cas exceptionnels, en vertu d'un indult.
En France, sous la Troisième République, fortement anticléricale, un slogan populaire souvent répété est « À bas la calotte », employé pour dénoncer l'influence de la religion sur la vie publique ; La Calotte était également un journal anticlérical.